# Albrecht I. (Braunschweig)
Albrecht I. der Große, Herzog zu Braunschweig-Lüneburg (* 1236; † 15. August 1279, auch Albrecht der Lange genannt) aus dem Hause der Welfen, war gemeinsam mit seinem Bruder Johann I. zweiter Herzog von Braunschweig und Lüneburg bis zur Teilung des Herzogtums 1269 und anschließend bis zu seinem Tod erster Regent des neu geschaffenen Fürstentums Braunschweig-Wolfenbüttel.

## Leben
Albrecht wurde um 1236 als Sohn von Otto dem Kind und Mathilde von Brandenburg geboren. Seinen Beinamen „der Große“ oder auch „der Lange“ geht auf seine körperliche Größe zurück.
Nach dem Tode seines Vaters, des ersten Herzogs zu Braunschweig und Lüneburg, übernahm Albrecht 1252 die Regierung des Herzogtums und die Vormundschaft über seinen jüngeren Bruder Johann. Zunächst regierte er das Herzogtum alleine, nach der Volljährigkeit Johanns dann bis 1266 gemeinsam mit diesem.
Ab 1254 griff Albrecht mehrfach in den Thüringischen Erbfolgekrieg ein. Nach dem Tode des Landgrafen Heinrich Raspe im Jahr 1247 war dessen Erbe sowohl vom Markgrafen von Meissen als auch von Sophie von Brabant, einer Nichte Heinrich Raspes, beansprucht worden. Um ihre Position zu stärken, hatte Sophie ihre Tochter Elisabeth mit Albrecht vermählt. Nach einer verlorenen Schlacht geriet dieser 1263 in Gefangenschaft und wurde erst ein Jahr später, nach Zahlung eines Lösegeldes in Höhe von 8000 Mark Silber und der Abtretung zahlreicher Herrschaftsrechten freigelassen. Auch in den dänischen Thronfolgekrieg griff er 1261 ein. Infolgedessen herrschte er zwei Jahre lang als Statthalter über einen Teil Dänemarks. Albrecht war in zahlreiche weitere Fehden verwickelt, die größtenteils allerdings erfolglos blieben und mit Niederlagen und Gebietsverlusten endeten. Eine Ausnahme blieb die Asseburger Fehde, in der Erzbischof Siegfried von Mainz gefangen genommen und erst nach Zahlung eines Lösegeldes in Höhe von 10000 Mark Silber und Abtretung von Schloss Gieselwerder freigelassen wurde.
1264/1265 unternahm er eine sogenannte Preußenfahrt.
Durch Ankäufe von Herrschaftsrechten gelang es ihm den welfischen Besitz unter anderem im Solling und in der Region um Goslar im Harz zu erweitern. Den Handel im Herzogtum förderte er durch Verträge mit den Städten Bremen, Hamburg und Lübeck und durch Gewährung von Schutz- und Geleitversprechen für Kaufleute. Vom englischen König erhielt er 1266 ein Privileg für die Hamburger Kaufleute: Diese durften in London eine Genossenschaft gründen, die in dem Vertrag als „Hansa“ bezeichnet wurde.
Im Jahr 1267 nahmen Albrecht und Johann eine Teilung des Herzogtums vor. Als Grund werden die Ehen, die Albrecht und sein Bruder 1265 schlossen, vermutet. Ernst Schubert sieht einen weiteren möglichen Grund in den Fehden die Albrecht, im Gegensatz zu seinem Bruder, zahlreich führte und die das Land zu ruinieren drohten. Albrecht teilte den Besitz, Johann bekam das Recht, sich einen Teil zu wählen. Ihr Onkel, Markgraf Otto III. von Brandenburg fungierte bei der Teilung als Beobachter und Schiedsrichter. Herzog Johann wählte sich das Lüneburger Land mit der Stadt Hannover als Herzogtum. Albrecht erhielt das Land um Braunschweig und Wolfenbüttel mit Gebieten in Calenberg und um Göttingen. Er begründete damit das sogenannte „Ältere Haus Braunschweig“, sein Bruder das „Ältere Haus Lüneburg“. Die Teilung wurde zum Jahr 1269 endgültig wirksam.
Albrecht I. starb 1279 und wurde im Braunschweiger Dom bestattet.

## Nachkommen
Herzog Albrecht heiratete am 13. Juli 1254 Elisabeth von Brabant († 1261), Tochter von Herzog Heinrich II. von Brabant und der Sophie von Thüringen, Enkelin der Heiligen Elisabeth und Schwester Heinrichs I., des ersten Landgrafen von Hessen; diese Ehe blieb kinderlos. In einer zweiten Ehe heiratete er Adelaide von Montferrat, die Tochter des Markgrafen Bonifatius II. von Montferrat († 1253/55) und der Margarete von Savoyen. Aus dieser Ehe gingen eine Tochter und sechs Söhne hervor, von denen die drei ältesten Söhne in die Erbfolge eintraten und der jüngste Hochmeister des Deutschen Ordens wurde:
- Heinrich (1267–1322)
- Albrecht der Fette (1268–1318)
- Wilhelm (1270–1292)
- Otto († um 1346), Komtur zu Süpplingenburg
- Luther (oder auch Lothar) (1275–1335) war von 1331 bis 1335 Hochmeister des Deutschen Ordens
- Mechthild (1276–1318), ⚭ 1310/12 Heinrich III., Herzog von Glogau und Sagan
- Conrad († um 1303)